# Een Hollandse weg
Een Hollandse weg is een schilderij van de Nederlandse kunstschilder Anton Mauve, geschilderd rond 1880, olieverf op linnen, 50,5 x 35,8 centimeter groot. Het toont een boer met drie paarden sjokkend op een landweg, bij druilerig weer, in de typerende "grijze" tonen van de Haagse School. Het werk bevindt zich in de collectie van het Toledo Museum of Art.

## Context
De Haagse School, met Mauve als een van haar belangrijkste exponenten, stond vooral bekend om haar uitbeelding van welhaast archetypisch Hollandse landschappen. Het zijn landschappen door mensenhanden geschapen: molens, huizen, kanalen, rivieren, greppels, dijken, paarden, schapen, koeien, keurige weilanden en aangeplante bomen maken er integraal deel van uit. Evenzeer is het een natuur van een menselijke maat. De luchten zijn hoog maar zelden overweldigend. Ze voorspellen geen onweer maar milde regen en Hollandse druilerigheid.
Bovenstaande typeringen gelden bij uitstek voor het werk van Mauve. De mens is nooit ver weg in diens werk: altijd is wel ergens een herder te zien, een boer, een ruiter of een kind, maar nergens interfereert hun aanwezigheid met de natuur zelf. Ze gaan er geheel in op en versterken daarmee een atmosfeer van weemoed en eenzaamheid, die zo kenmerkend is voor Mauves gehele oeuvre. In het hier besproken werk Een Hollandse weg wordt dit eens te meer onderstreept door het sombere miezerige weer. Kunsthistoricus Henk van Os noemde het schilderij ooit "het natste schilderij in de Nederlandse kunstgeschiedenis". Het is tevens een schoolvoorbeeld van de "grijze school", zoals de Haagse School ook wel genoemd werd, hoewel Mauve zelf liever over "zilveren" tonen sprak.

## Afbeelding
Een Hollandse weg toont een verregende landweg met op de rug gezien een boer die zompig voortsjokt met drie schonkige paarden. De compositie is opgezet in een geraffineerd en subtiel samenspel van tinten grijs, met name in de weidse lucht, waarmee Mauve de melancholische sfeer en de desolaatheid van de omgeving uitbeeldt. Er is bijna geen blad meer aan de bomen, de sloten staan vol, de landerige weg is nat en ligt vol plassen. Er heerst een gedempte maar vredige atmosfeer, die de penetrante treurigheid van de situatie overstijgt. Het perspectief is dwingend uitgewerkt naar het centrum van het werk, waar voorzichtig weer enig licht door het dichte grauwe wolkendek lijkt te breken.
Mauve schilderde ‘'Een Hollandse weg'’ in de periode dat hij in Den Haag woonachtig was, enkele jaren voor zijn vertrek naar Laren. Locatie is mogelijk de weg naar het Dekkersduin, in de buurt waarvan hij zijn atelier had. In de verlatenheid van deze omgeving schilderde hij trouwens nog een aantal vergelijkbare versies, vaak in druilerig weer, met figuren en paarden, steeds vanaf de rug bezien. Veel van deze versies werden onmiddellijk na voltooiing naar Amerika verkocht, bijvoorbeeld de versie van ‘Huiswaarts’ nu eveneens in het Toledo Museum of Art, omdat de industriëlen aldaar juist deze eenvoudige en stemmige schilderijen als de echt "moderne kunst" van hun tijd beschouwden. De kunsthandel die deze groep steeds bediende was Kunsthandel van Wisselingh & Co.in Amsterdam.
In 2010 was Een Hollandse weg een van de trekpleisters op de tentoonstelling ‘De Ontdekking van Nederland’ in het CODA te Apeldoorn.

## Andere versies

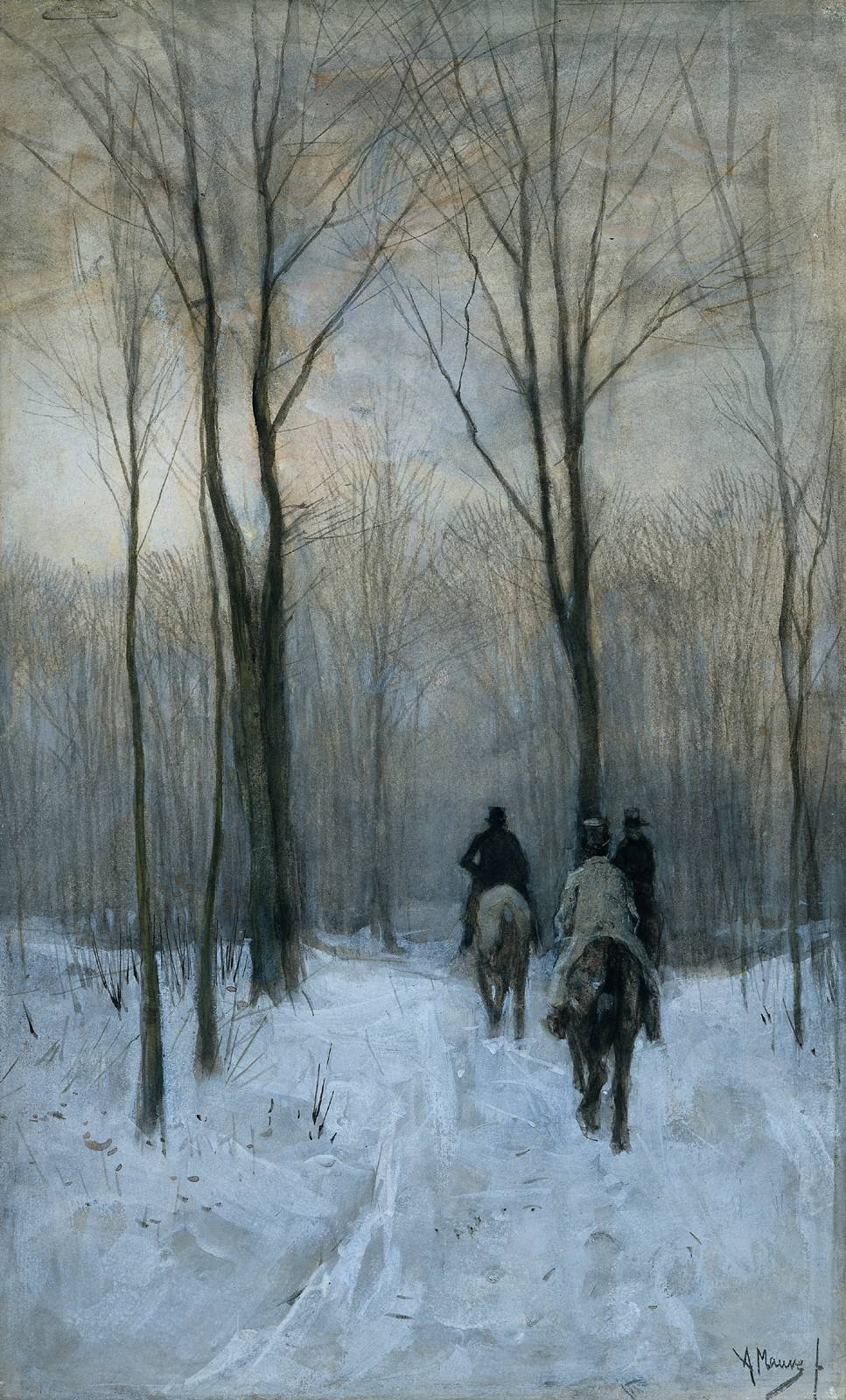
Ruiters in de sneeuw in het Haagse bos
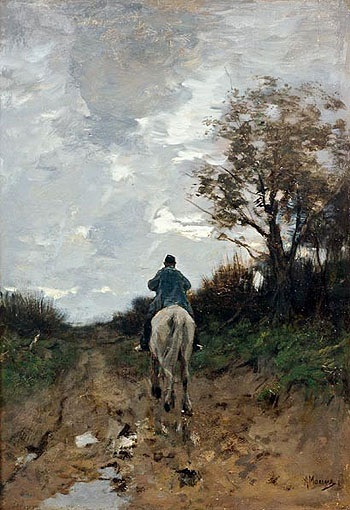
Op weg naar huis
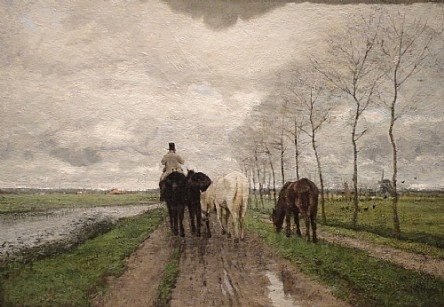
Huiswaarts